# Tånnö distrikt
Tånnö distrikt är ett distrikt i Värnamo kommun och Jönköpings län. 
Distriktet ligger i södra delen av kommunen.

## Tidigare administrativ tillhörighet
Distriktet inrättades 2016 och utgörs av socknen Tånnö i Värnamo kommun.
Området motsvarar den omfattning Tånnö församling hade vid årsskiftet 1999/2000.